# Silence is Betrayal
Silence is Betrayal – drugi album studyjny hardcore’owego zespołu First Blood, wydany 9 listopada 2010 nakładem Bullet Tooth. 
W tekstach utworów z płyty Carl Schwartz wyraził słowa walki o wyzwolenie zwierząt, jako że sam został aktywistą na rzecz praw zwierząt i ich dobrostanu, orędownikiem działań organizacji PETA, a do swojego życia wcielił zasady weganizmu i zdrowego żywienia.

## Utwory
1. „Intro” – 1:08
2. „Silence” – 0:53
3. „Preamble” – 3:16
4. „Enemy” – 2:32
5. „Resist” – 1:23
6. „Truth” – 1:21
7. „Detach” – 4:50
8. „Enslaved” – 2:47
9. „Confront” – 2:37
10. „Fear” – 2:10
11. „Occupation” – 2:50
12. „Facism” – 3:50
13. „Lies” – 3:54
14. „Messenger” – 1:11
15. „Survive” – 4:04
16. „Armageddon II” – 5:50

## Twórcy
Skład grupy
- Carl Schwartz – śpiew, gitara elektryczna, gitara basowa, teksty, muzyka utworów 1-3, 5-6, 8, 10
- Kyle Dixon – gitara elektryczna, muzyka utworów 8, 10
- Nate Johnson – muzyka utworu 3

Inni zaangażowani
- Zack Ohren – produkcja muzyczna, mastering, inżynieria
- Aaron Hellam – nagrywanie
- Josh Grabelle – A&R